# 馬車

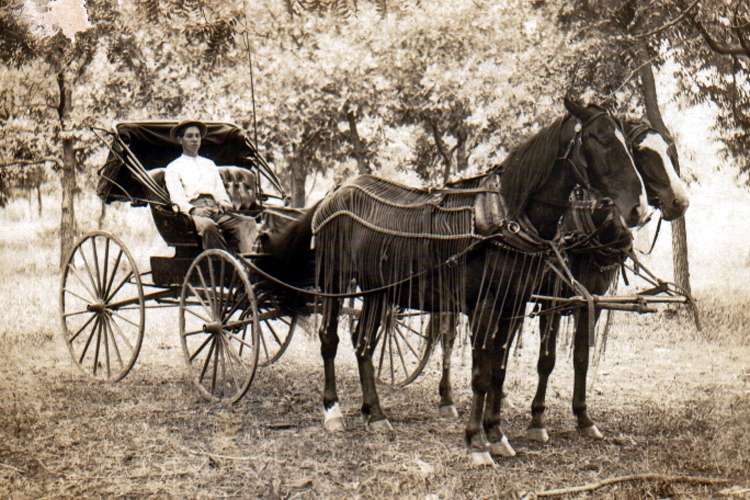
buggy馬車

馬車（英語：Horse-drawn vehicle），以馬匹拉動的車輛。

## 概要
石器时代人类只能用陶轮制陶坯，青铜时代，人类才能用金属提高生产效率，加固关键受力点。青铜工具加工廉价车轮和车轴，青铜材料加固车辆关键受力点，人类才有了车辆。青铜时代的马还未驯化成后世具有载单人骑兵射击敌阵，再冲击敌阵的马，比驴大不了多少，用多匹体力恰好足以拉车的马拉着双轮马车，可载射手机动至敌军薄弱处冲击敌阵，也可作为运货工具。铁器时代更坚固的铁替换了青铜，提高生产效率，受力增大能造出更大的马车，增加载货量。
第一次工业革命发明的蒸汽机，以高出了一个数量级的功率，淘汰了马车和帆船。因此，今日不少已開發國家的市區已經很難找到馬車的蹤影，通常只在一些特定節慶表演或觀光區才會出現。日本、英國等君主制国家的王室仍有马车，用于隆重場合載送國賓及王室要員，澳洲等国提供马车做为游客代步行街游览城市夜景商业旅游活动。

## 分類

### 道路
- Buggy：一匹馬拉的輕型馬車，現在這個英文單字通常用來指沙灘車。
- 柏林車（Berlin）：Carriage的一种，两匹以上的马拉的四轮箱型载人马车。
- Cabriolet：一匹馬拉的雙輪帶篷馬車。
- Caravan：大型的帶篷馬車。
- Carriage：兩匹以上的馬拉的四輪載人馬車。
- Cariole：一匹馬拉的小型馬車。
- 雙輪戰車（Chariot）：古代的雙輪戰車或十八世紀的四輪輕馬車。
- 科奇車（Coach）：Carriage的一種，兩匹以上的馬拉的四輪箱型載人馬車。
- Coupe：乘坐兩人的四輪箱型載人馬車。
- Jaunting：一種結構極簡易雙輪馬車，乘客背靠背側座。
- 蘭道車（Landau）：Carriage的一种，两匹以上的马拉的四轮箱型载人马车。
- 四馬雙輪戰車（Quadriga）：四匹馬拉起的雙輪戰車。
- Wagon：牛、馬或馬騾拉動的重型運貨四輪馬車。
- 篷車（Covered wagon）：Wagon的一種，裝有篷布以遮日擋雨。
- 驛車（Stagecoach）：是種四輪的、運送乘客和郵件，用作公共交通工具的馬車
- 轀輬車：一种中国古代的两轮马车。

### 軌道
- Horsecar

## 图片

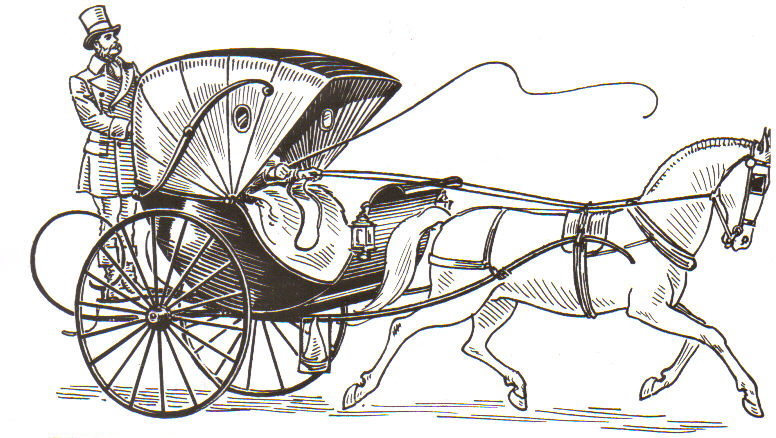
Cabriolet兩輪帶蓬馬車
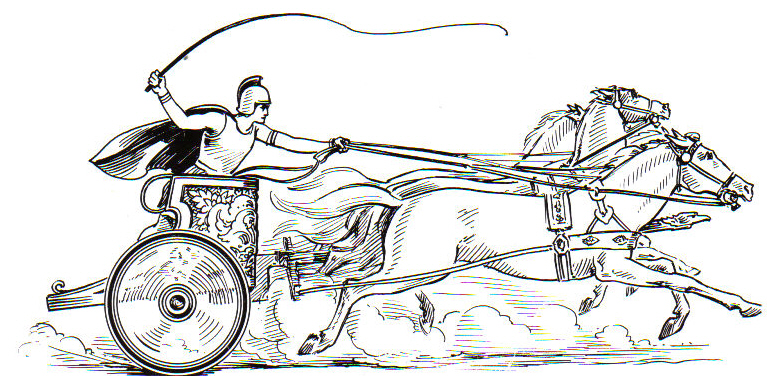
Chariot馬拉戰車
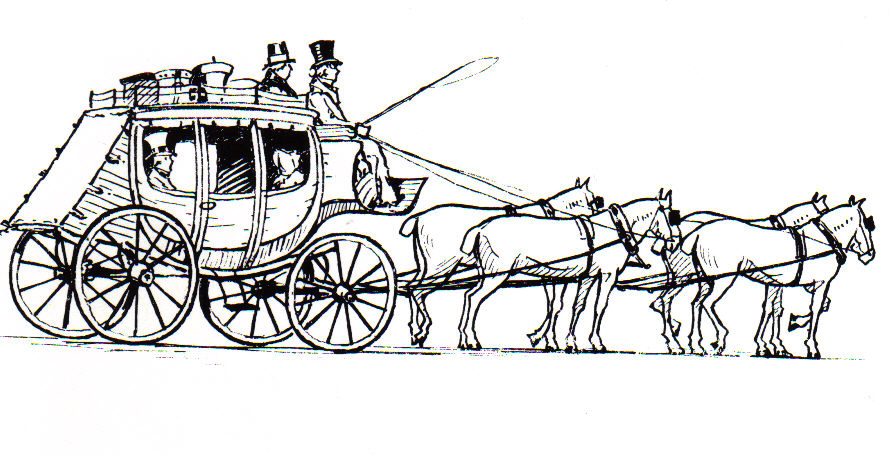
Coach四輪車廂馬車
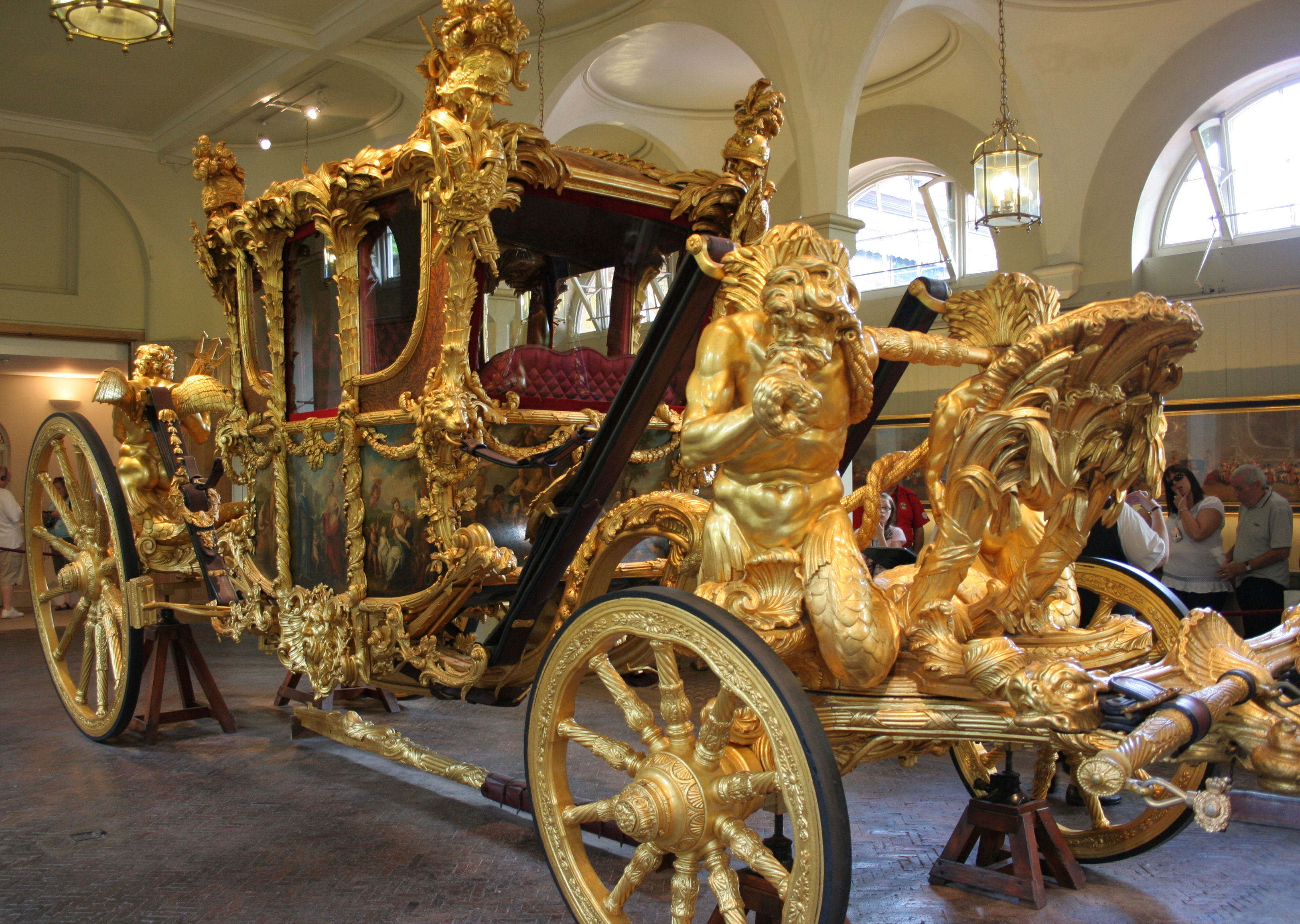
Coach馬車
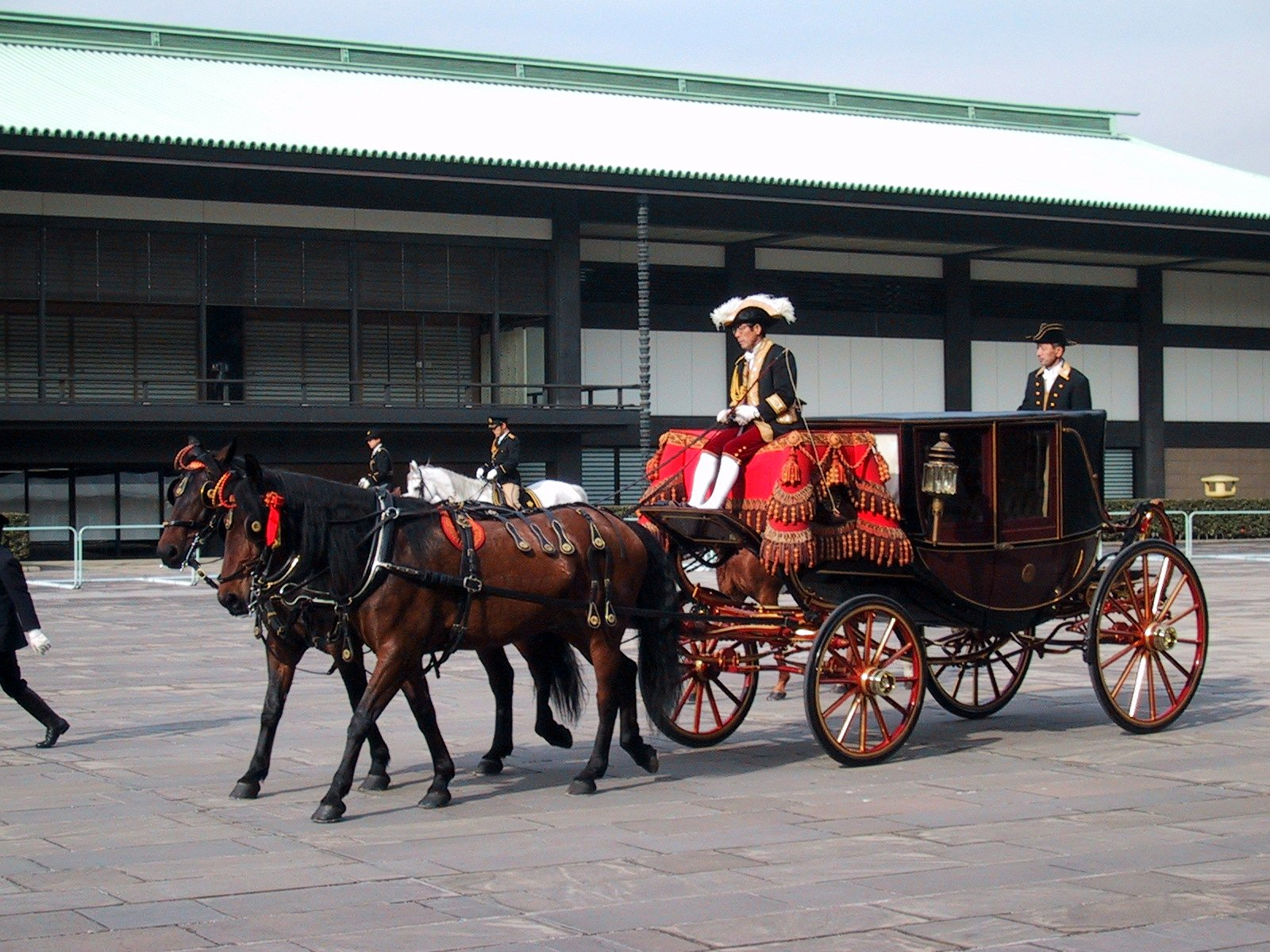
搭載外國駐日本大使進入皇居呈遞到任國書的皇室Coach馬車
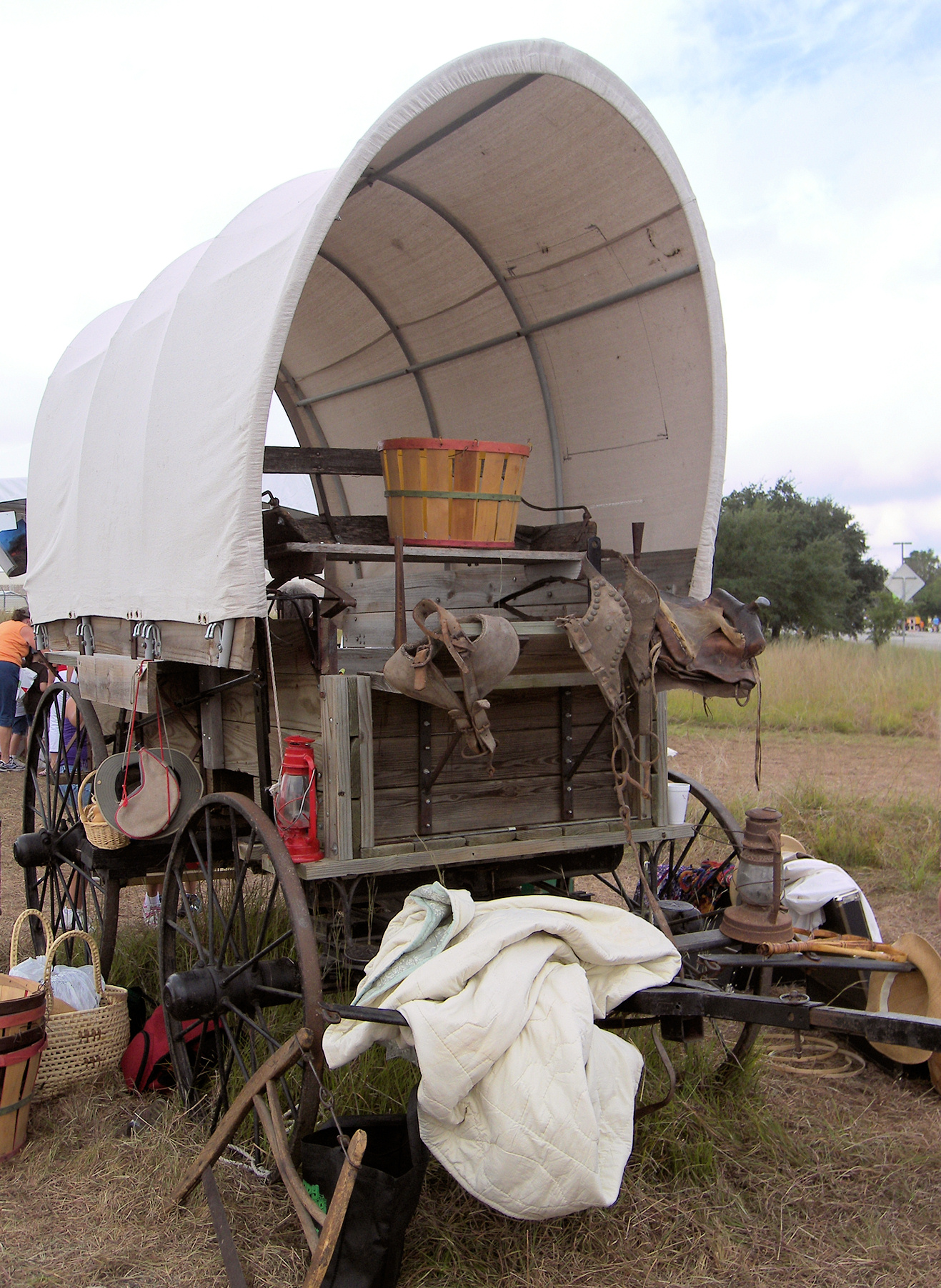
Wagon馬車
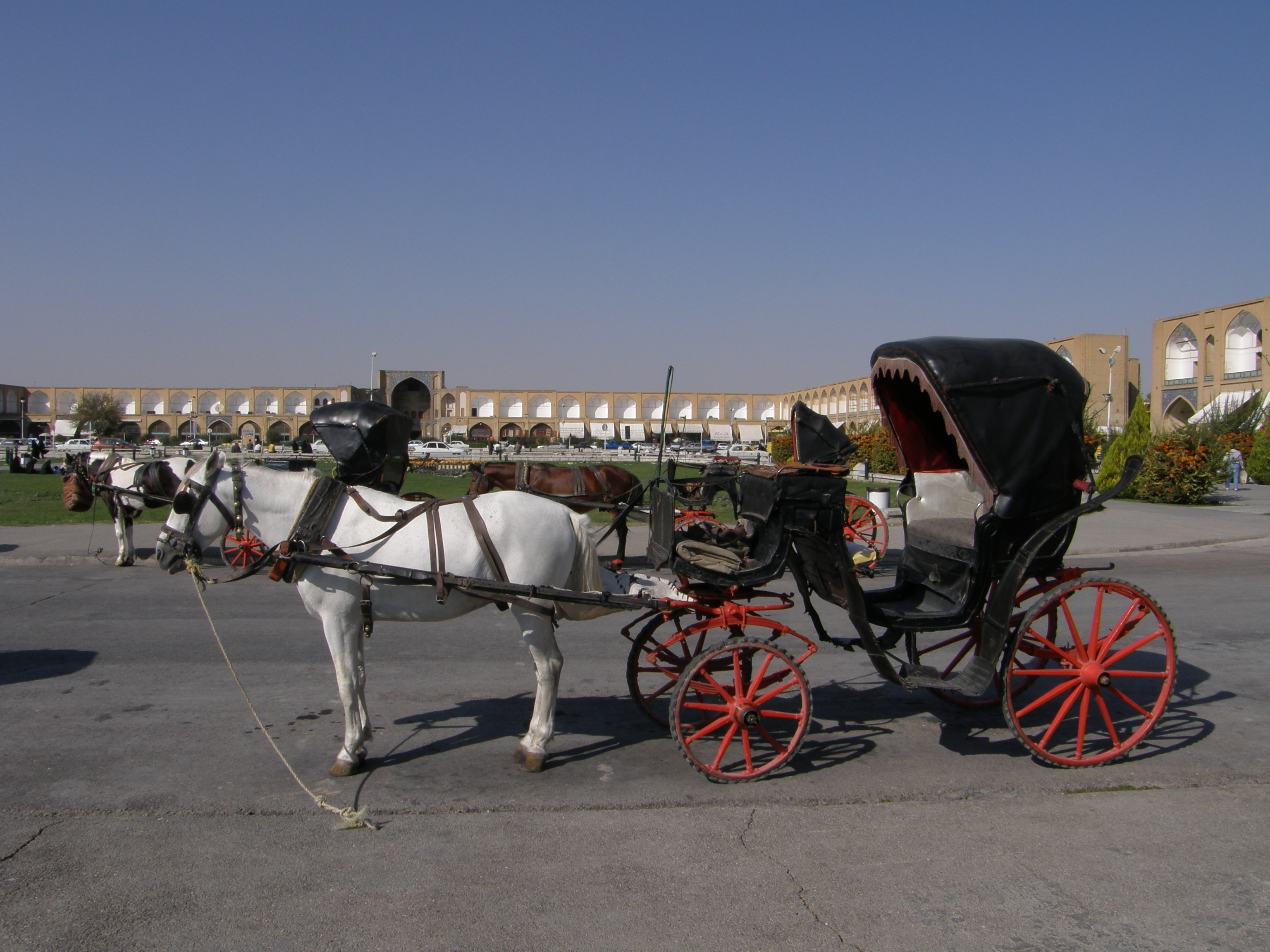
Buggy馬車
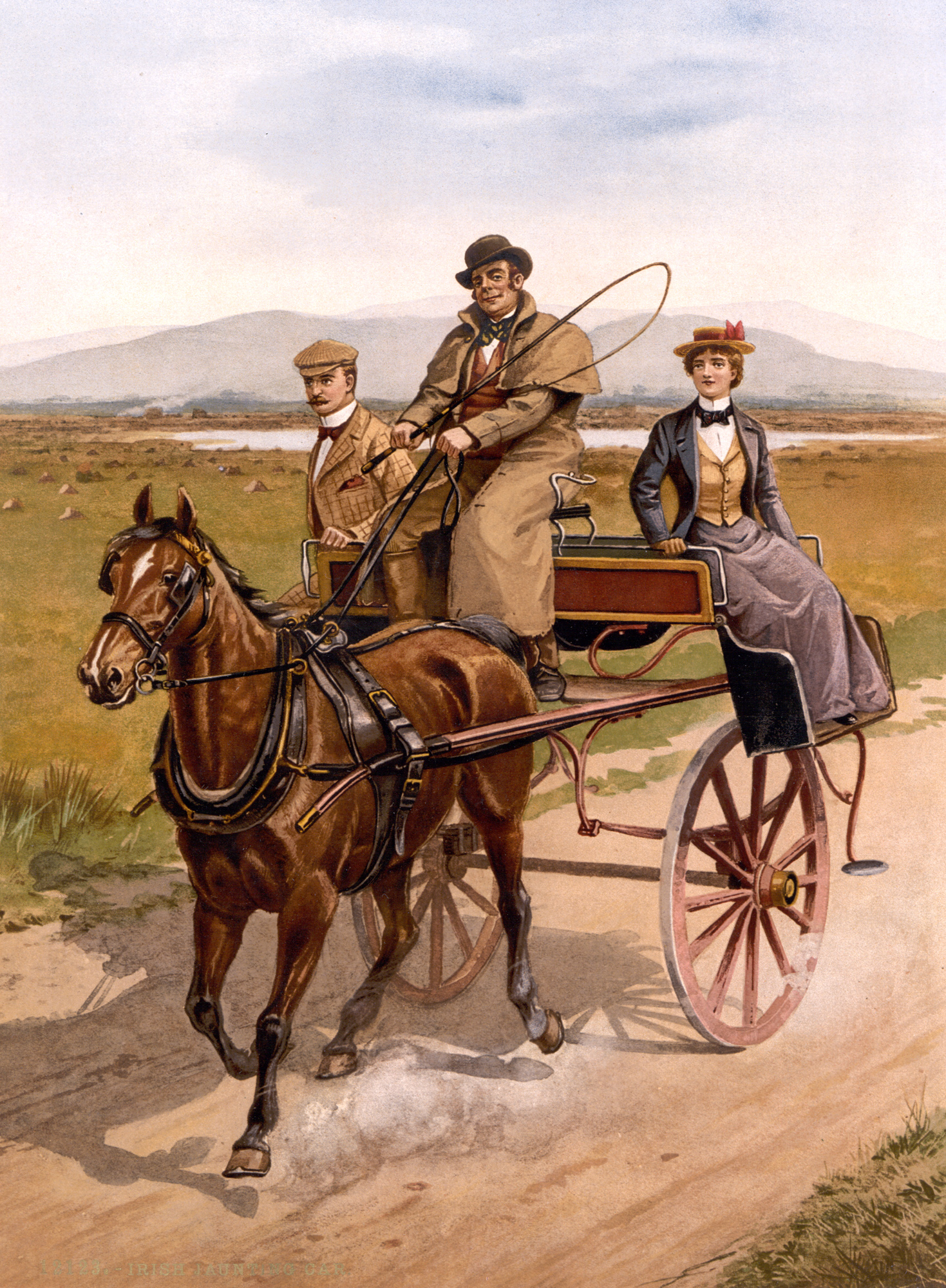
Jaunting馬車